# Klaus Manger
Klaus Manger (* 8. November 1944 in Pößneck) ist ein deutscher Germanist am Institut für Germanistische Literaturwissenschaft der Friedrich-Schiller-Universität Jena.

## Leben
Das Studium der Theologie, Philosophie, Germanistik und Geschichte in Würzburg, Heidelberg, Göttingen und Aachen schloss er mit dem Staatsexamen 1973 ab. Nach der Promotion 1976 und der Habilitation 1984 an der Universität Heidelberg wurde er Professor für Neuere deutsche Literatur 1986 an der Universität Heidelberg, 1989 an der Universität Erlangen-Nürnberg und Lehrstuhlinhaber (1992–2012) an der Universität Jena. 
Seine Forschungsschwerpunkte sind (Narren-)Literatur am Oberrhein in Spätmittelalter und Renaissance; Kollektive Freiheitsvorstellungen in der Frühen Neuzeit; Barock; Aufklärung und Romantik; Weimar und Jena um 1800; Literatur des 19. Jahrhunderts; Lyrik im 20. Jahrhundert; Literatur und kulturelles Gedächtnis und Edition.
Manger wurde 2010 Präsident der Akademie gemeinnütziger Wissenschaften zu Erfurt.

## Veröffentlichungen (Auswahl)
- Literarisches Leben in Straßburg während der Prädikatur Johann Geilers von Kaysersberg (1478–1510). Heidelberg 1983, ISBN 3-533-03181-0.
- Das „Narrenschiff“. Entstehung, Wirkung und Deutung. Darmstadt 1983, ISBN 3-534-06771-1.
- Klassizismus und Aufklärung. Das Beispiel des späten Wieland. Frankfurt am Main 1991, ISBN 3-465-02510-5.
- Das Ereignis Weimar-Jena um 1800 aus literaturwissenschaftlicher Sicht. Vortrag, gehalten in der Plenarsitzung am 14. Mai 2004. Stuttgart 2005, ISBN 3-7776-1392-4.
- als Hrsg. mit Jürgen Kiefer und Ingrid Kästner: Der Ostseeraum aus wissenschafts- und kulturhistorischer Sicht. Aachen 2018 (= Europäische Wissenschaftsbeziehungen. Band 15).
- Gedenkrede für Jürgen Kiefer (1954–2018). In: Medizinhistorische Mitteilungen. Zeitschrift für Wissenschaftsgeschichte und Fachprosaforschung. Band 36/37, 2017/2018 (2021), S. 313–315.